# Csapi Református Egyházközség

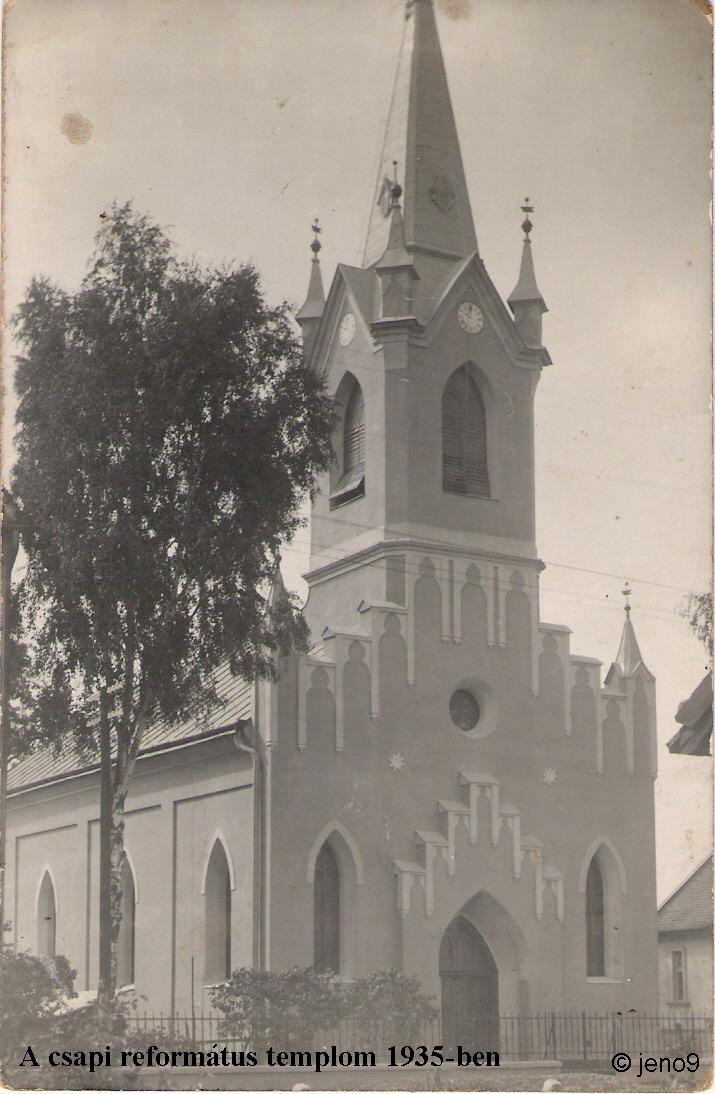
A csapi református templom, amely a világháború végén megsemmisült

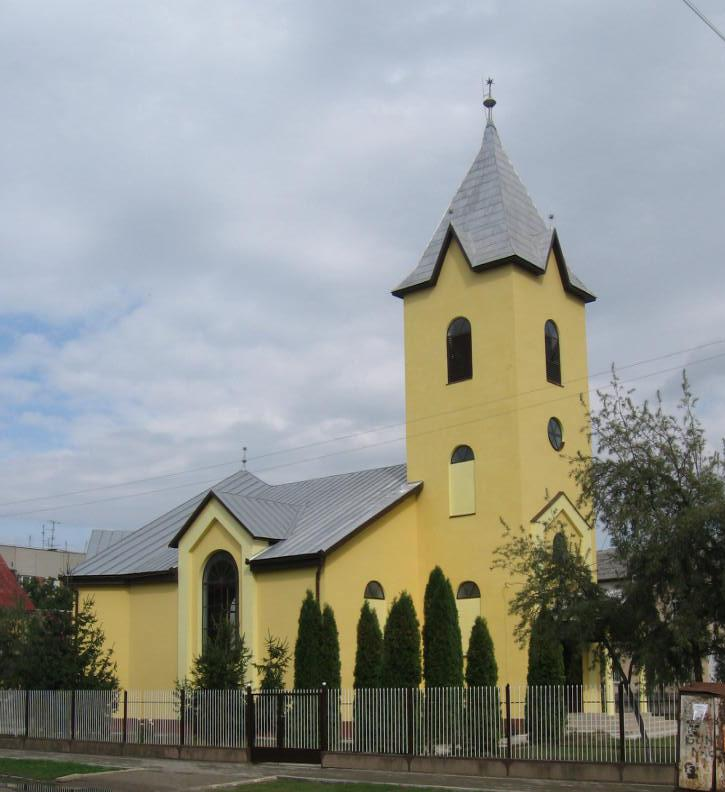
A csapi református templom (2007 ősze)

A Csapi Református Egyházközség a Kárpátaljai Református Egyház Ungi Református Egyházmegyéjéhez tartozik.

## A templom és a gyülekezet
Csap reformálásában valószínűsíthetően nagy érdeme volt a Pozsgay családnak. A helyi gyülekezet kezdetben a Salamoni Református Egyházközségnek volt a filiája. Anyaegyházzá 1642-ben lett, Pozsgay István földesúr jóvoltából.
Ugyanebben az évben parókiális telket kapnak és lerakják az alapját egy kőtemplomnak. 1875-ben egy újabb kőtemplomot építettek, amelyre tornyot csak 1902-ben tehetett az akkor szegényesen élő gyülekezet. A második világháború idején a német katonák lőszerraktárként használták a templomot, ablakaiból tartották hetekig a frontot, majd a visszavonuló osztagok felrobbantották. A templom nélkül maradt gyülekezet nem adta fel hitéletét, templomokká lettek a csűrök, amíg római katolikusok meg nem nyitották előttük templomuk ajtaját. 1996-ig a római katolikus templomban szólt az élő ige és énekelték a „Térj magadhoz, drága Sion, van még néked Istened”, és hangzott az imádság egy új református templomért. 1992-ben lerakták az új templom alapját, amelyet 1996-ban fel is szenteltek. Harangjait Gombos Miklós harangöntő készítette Őrbottyánban. A harangozás villamosítását pedig a székesfehérvári Első Magyar Toronyóragyár Kft. végezte el.
A gyülekezet 1926-ban épült parókiáját eladta és helyette a templom mellett egy újat építettek. Az alapkőletételre 2000-ben került sor, a gyülekezeti terem 2002-ben készült el, a lelkészlakás 2004-ben.
Az egyházközösség fenntart egy ingyenkonyhát, amely nem főtt ételeket, hanem annak alapanyagait juttatja el a rászorulóknak. A város főutcáján székel a „Morzsákat Lázárnak” alapítvány, amely Csap és környékének rászorulóinak hivatott segíteni.

## Lelkészek (hiányos) névsora
B. Ujhelyi Sámuel (?), Literáty György (1780), Csepregy István (1783), Győry Pál (1786), Ujhelyi Bodnár Sámuel (1792), Kazay László (1803), Hartsár György (1805), Myller Gábor (1806), Fazekas István (1814), Horváth István (1820), Balogh Ferenc (1829), Somogyi László (1830), Literáty Sándor (1855) – helyettes, Gönczy Károly (1856), Bacskay Sámuel (1875) (Segédlelkészek voltak Bacskay mellett: Bacskay Gyula, Kása Ferdinánd, Ujlaki Ferenc, Réthy László), Bakcsy Gyula (1914-33), Király Zoltán (1933-44), Mitro Iván (1944-45), Bán Zoltán (1945-49), Ruszka Zsigmond (1949-74), Mitro Iván (1974-76), Szabó Béla (1976-80), Horkay László (1980-83), Gulácsy Lajos (1983-87), Horkay László (1987-90), Balogh János (1990-től napjainkig).

## Elérhetőség
- Cím: 89502 Ukrajna, Csap Sport u. 2.
- Telefon: +380312711383